# جوزيف سميث (لاعب كرة قدم)
جوزيف سميث (بالإنجليزية: Joseph Smith)‏ هو لاعب كرة قدم بريطاني (وحمل سابقاً جنسية المملكة المتحدة لبريطانيا العظمى وأيرلندا) في مركز الدفاع، ولد في 1888 في المملكة المتحدة، وتوفي في 13 نوفمبر 1916 في المملكة المتحدة. لعب مع ديربي كاونتي وشيفيلد يونايتد ووركشوب تاون ‏ ونادي ساوث شيلدز ‏ وKiveton Park F.C. ‏.

## وصلات خارجية
- جوزيف سميث على موقع قاعدة بيانات كرة القدم.إي يو (الإنجليزية)
- جوزيف سميث على موقع قاعدة بيانات كرة القدم.إي يو (الإنجليزية)